# Arno Wallaard Memorial 2010
L'Arno Wallaard Memorial 2010, ventisettesima edizione della corsa, si svolse il 24 aprile 2010 su un percorso di 196 km, con partenza e arrivo a Meerkerk. Fu vinto dall'olandese Stefan van Dijk della Veranda's Willems davanti al suo connazionale Kenny van Hummel e al francese Denis Flahaut.

## Ordine d'arrivo (Top 10)
| Pos. | Corridore           | Squadra                      | Tempo    |
| ---- | ------------------- | ---------------------------- | -------- |
| 1    | Stefan van Dijk     | Veranda's Willems            | 4h27'16" |
| 2    | Kenny van Hummel    | Skil-Shimano                 | s.t.     |
| 3    | Denis Flahaut       | ISD Continental Team         | s.t.     |
| 4    | Johim Ariesen       | Cyclingteam Jo Piels         | s.t.     |
| 5    | Egidijus Juodvalkis | Palmans-Cras                 | s.t.     |
| 6    | Pim Ligthart        |                              | s.t.     |
| 7    | Jean-Pierre Drucker | Continental Team Differdange | s.t.     |
| 8    | Christoph Pfingsten | Van Vliet-EBH-Elshof         | s.t.     |
| 9    | Wouter Mol          | Vacansoleil Pro Cycling Team | s.t.     |
| 10   | Wesley Kreder       | Rabobank                     | s.t.     |